# Schöpfwerk Otterndorf

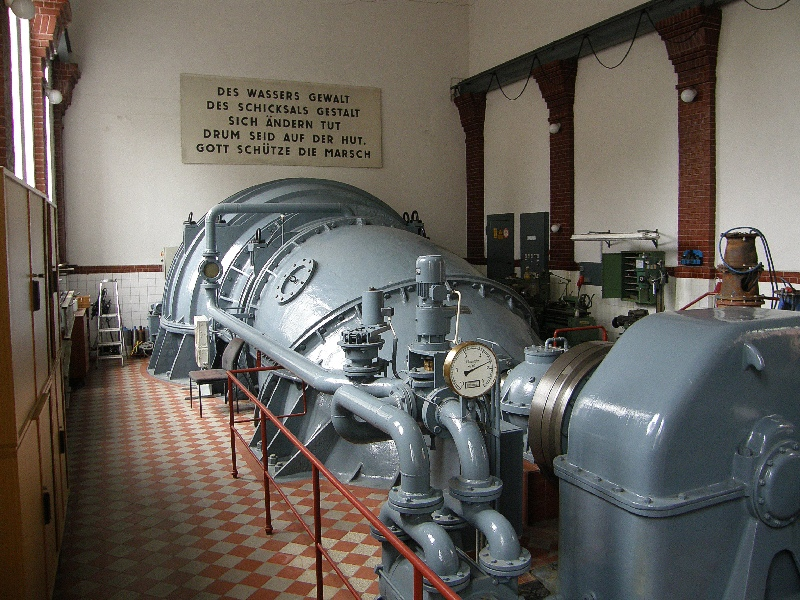
Kreiselpumpe von 1928

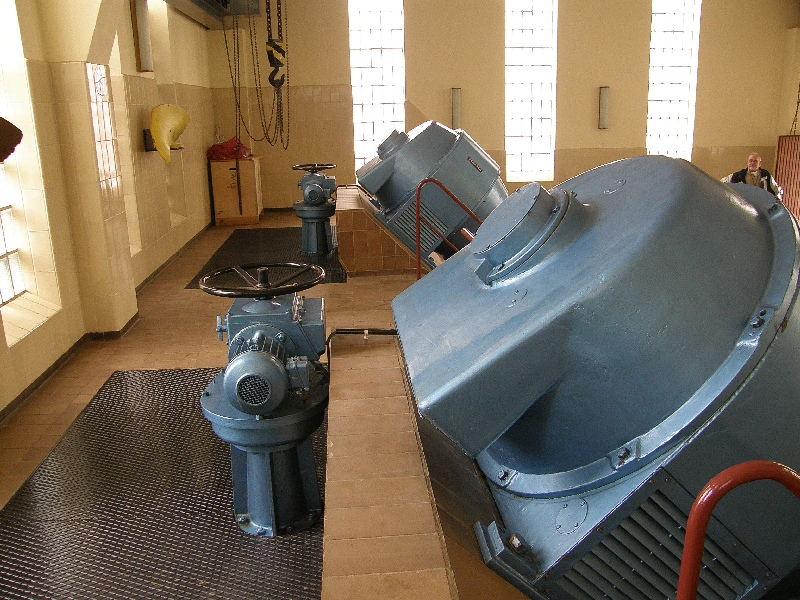
Elektrische Antriebe der Pumpen von 1954

Das Schöpfwerk Otterndorf ist mit seinem 483 km² großen Einzugsgebiet der wichtigste Leistungsträger in der Entwässerung Hadelns, des Sietlandes, Bad Bederkesas sowie Teilen der Börde Lamstedt. Seit 1953 besteht es genau genommen aus zwei technisch völlig voneinander getrennten Schöpfwerken, für deren Betriebssicherheit seit 1996 wiederum ein gemeinsames Notstromaggregat zur Verfügung steht.

## Entwässerungsgebiet

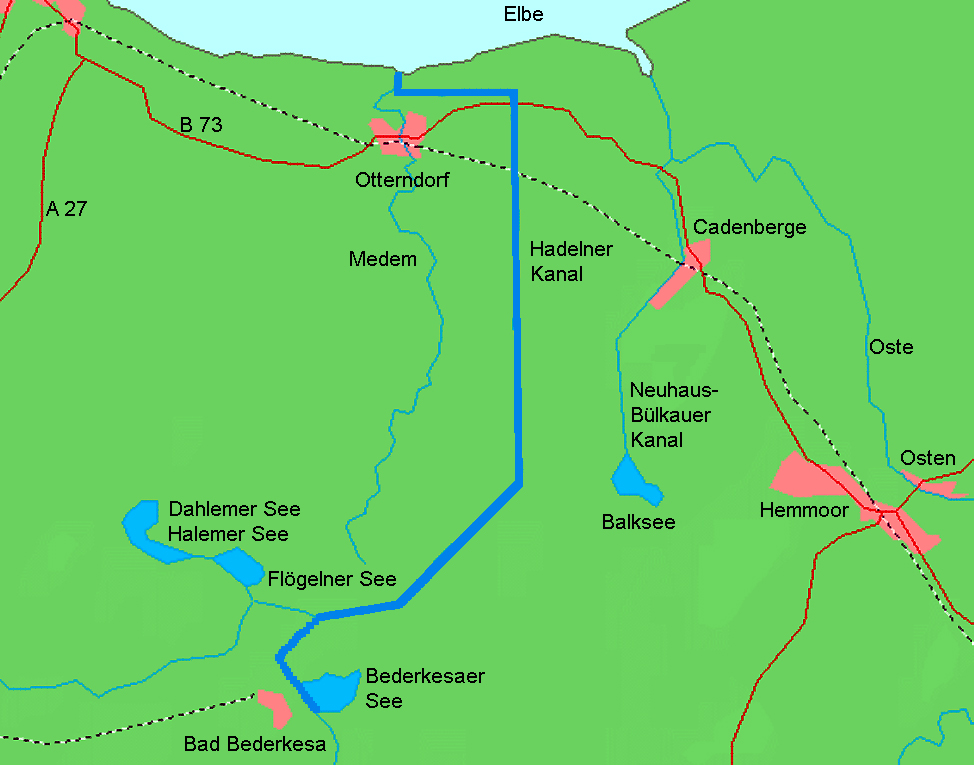
Der Hadelner Kanal und die Medem

Das Entwässerungsgebiet erstreckt sich zum einen über den Entwässerungsverband Bederkesa mit seinen 29 Gemeinden und einem Einzugsgebiet von ungefähr 26.000 Hektar. Kleine Pumpwerke befördern das Wasser der Zuflüsse auf die Höhe des 25 Kilometer langen Hadelner Kanals, der es in die Elbe abführt.
Der andere Teil des Entwässerungsgebiets umfasst die ca. 22.000 Hektar große Fläche des Medemverbandes. Dieses Wasser wird hauptsächlich durch die Medem herangeführt. In diesem Entwässerungsgebiet wurden etwa zeitgleich mit dem Otterndorfer Schöpfwerk zwei Stufenschöpfwerke errichtet: Eines in Ihlienworth, wo sich heute fünf Wasserläufe zur Medem vereinigen, und ein zweites bei Nordleda an der Wilster. Die Stufenschöpfwerke heben das Wasser der Kanäle und kleinen Flüsse so weit an, dass es mit Gefälle nach Otterndorf fließt. Im südlichen Teil des Entwässerungsgebietes des Schöpfwerks Ihlienworth blieb die Beherrschung eines Hochwassers schwierig, so dass 1971 bei Steinau ein weiteres Schöpfwerk in Betrieb ging, das in den Hadelner Kanal entwässert. Durch den Bau des dritten Schöpfwerks kehrte sich die Fließrichtung im Oberlauf der Medem (meist als Aue bezeichnet) um.

## Vorgeschichte
Vor 1850 wurden das gesamte Land Hadeln sowie das Amt Bederkesa und Teile Lamstedts nur durch den Fluss Medem entwässert. Besonders das unterhalb des Meeresspiegels liegende Hadler Sietland um Ihlienworth und Steinau hatte in den regenreichen Monaten große Probleme mit dem Wasser. Da auch das Wasser vom südlich anschließenden Amt Bederkesa ins tiefere Sietland abfloss, verdarben häufig schwere Überschwemmungen die Ernten und machten so die Bemühungen der Sietländer um mehr Erträge immer wieder zunichte.
Um 1853 wurde der Hadelner Kanal als Entwässerungskanal gebaut. Durch den neuen Kanal floss das Wasser zwar schneller ab, da aber das Sietland noch immer der tiefste Punkt war, floss das Wasser hier noch immer langsamer ab als aus den höher gelegenen Gebieten. Erst wenn deren Abflüsse gesperrt wurden, um ein zu starkes Abfließen zu verhindern, konnte das Wasser des Sietlandes ablaufen. Wenn bei geringem Tidenhub, bei ungünstigem Wind oder bei Flusshochwasser der Elbe das Niedrigwasser der Unterelbe höher als das mittlere Niedrigwasser ausfiel, konnte das Wasser aus dem Sietland kaum abfließen. Der Bau des Schöpfwerks 1928 verbesserte dies.

## Technik

### Schöpfwerk von 1928

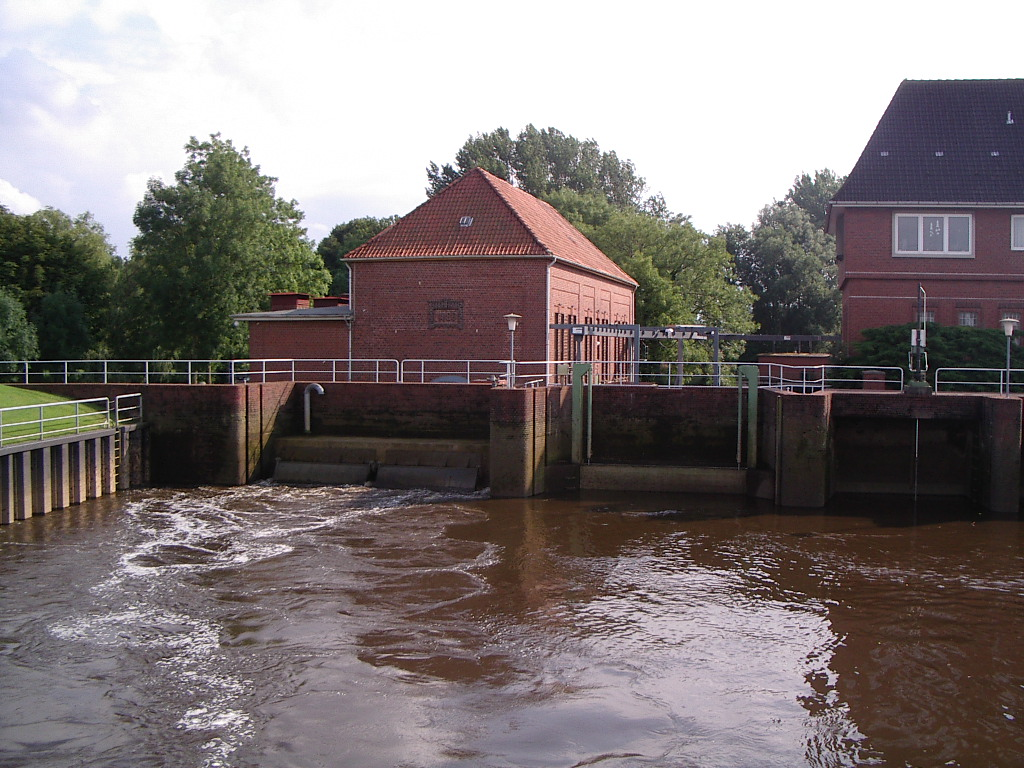
Schöpfwerke vom Siel aus gesehen:
Schütz (passive Entwässerung) geschlossen,
weil Pumpe von 1928 arbeitet

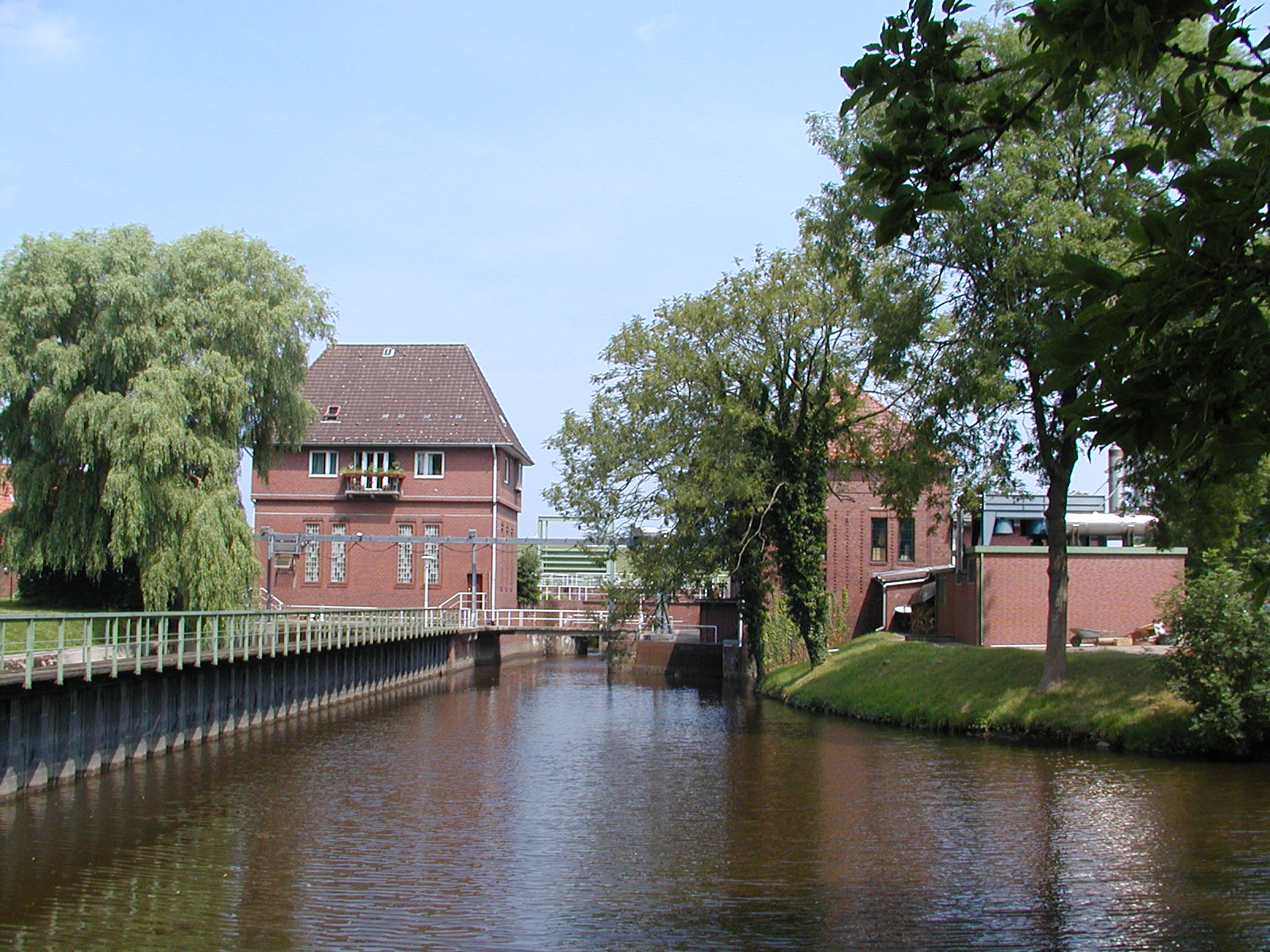
Binnenseite: links Elektroschöpfwerk, rechts „Dieselschöpfwerk“, dazwischen dessen Wasserzufuhr mit geöffnetem Schütz

Das Schöpfwerk Otterndorf verfügt über die größte Kreiselpumpe Europas. Mit einem Durchmesser von 4,40 m ist sie als Einzelpumpe in Europa unübertroffen (Stand 2006). Ein regional sehr bekanntes Bild zeigt einen Reiter in dem 3,5 m hohen Rohr, durch welches das abgepumpte Wasser in die Elbe fließt.
Mit MAN-Dieselmaschinen betrieben, leistete das Schöpfwerk bei einer Förderhöhe von 1,60 m 24 Kubikmeter in der Sekunde. Wird die 18 t schwere Pumpe angeschaltet und läuft auf normaler Betriebsgeschwindigkeit, sinkt der Wasserspiegel im Kanal vor dem Schöpfwerk innerhalb von Minuten um 20 cm. Seit der Modernisierung von 1996 wird die alte Kreiselpumpe des „Diesel-Schöpfwerks“ von zwei 400 kW Elektromotoren angetrieben. Um gegebenenfalls unabhängig von der allgemeinen Elektrizitätsversorgung pumpen zu können, wurde ein Notstromaggregat mit Dieselmotor installiert.

### Elektroschöpfwerk
Im Winter 1950/1951 fiel die Pumpe des Dieselschöpfwerks für mehrere Monate aus, weshalb die Stufenschöpfwerke ihren Betrieb einstellen mussten. Infolge der ausbleibenden Entwässerung wurden 80 Quadratkilometer im Sietland bis zu 50 Zentimeter hoch überflutet. Deshalb wurde 1953 neben dem Dieselschöpfwerk ein weiteres Pumpwerk errichtet, dessen Gebäude als Brücke über dem zugehörigen Entwässerungskanal steht. Hier arbeiten zwei Pumpen, angetrieben von 500-kW-Elektromotoren. Sie können bei einer Förderhöhe von 1,60 m ca. 20 Kubikmeter Wasser pro Sekunde (also 20.000 l/s) durch die Medemschöpfwerks-„Schleuse“ in den Hafen von Otterndorf und somit in die Elbe fördern.

## Schleusen

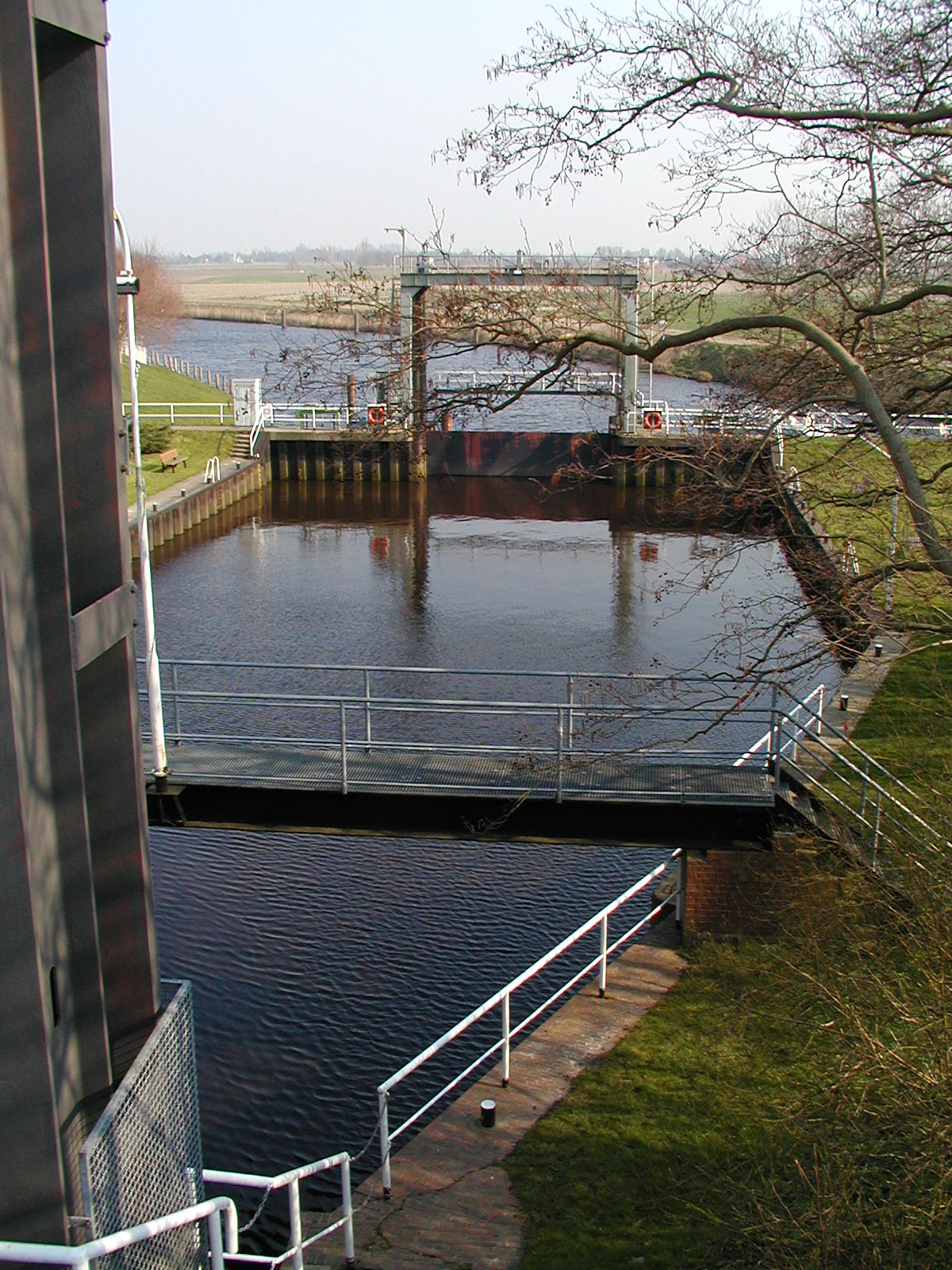
Schleusenkammer der Kanalschleuse, vom Deich gesehen

Bis 1854 hatte es an der Mündung der Medem drei Siele nebeneinander gegeben, örtlich allesamt „Schleusen“ genannt. Sie waren sowohl für den Hochwasserschutz als auch für die Entwässerung unzureichend.

### Kanalschleuse
Der 1852–1854 gebaute Hadelner Kanal bekam etwa 400 m weiter östlich eine eigene Schleuse.
Sie wurde ab 1854 als Tunnelgewölbeschleuse mit einem Stemmtorpaar ausgeführt und war 36 m lang und 6,1 m breit. Da die Experten einen enormen Zuwachs des Güterverkehrsaufkommens erwarteten, wurde 1968 die Schleuse so erweitert. In der geräumigen Schleusenkammer hinter dem Deich könn(t)en seither drei Kümos mit 57 m Länge, einer Breite von 5,2 m und einem Tiefgang von 1,5 m gleichzeitig geschleust werden. Kleine Fahrzeuge können grundsätzlich auch in der kleinen Kammer im Sielgewöbe des Deichs geschleust werden. Da es für den Schleusenwärter keine Erleichterung bringt und Skipper in der Dunkelheit des Siels leicht in Panik kommen, wird das aber äußerst selten gemacht. 1985 wurde die Schleuse grundsaniert und zur zweiten Deichsicherheit ein hydraulisch angetriebenes Hubtor eingebaut.

### Medem-Schifffahrtsschleuse
Die drei hölzernen Schleusen der Medemschleuse an der Medemmündung wurden erst 1861–1864 durch eine Schleuse nach dem damaligen Stand der Technik ersetzt. Sie wurde an der Stelle der alten Mittelschleuse gebaut. Die Durchlässe der beiden anderen Schleusen wurden zugedeicht. 1993/1994 wurde die Schleuse durch einen Neubau ersetzt. Die Schleusenkammer ist im Deichkörper verborgen, erhält aber Tageslicht durch ein Fenster.

### Medem-Schöpfwerks-„Schleuse“
Das Dieselschöpfwerk von 1928 wurde in der Nähe der östlichen der drei Schleusen von vor 1854 gebaut, unter Verwendung von deren Gewässeranschlüssen. Der Kanal des Elektroschöpfwerks von 1952/1954 wurde direkt neben den des Dieselschöpfwerks gelegt. Beide Schöpfwerke stehen hinter dem Deich und pumpen in einen allerdings sehr kleinen Mahlbusen, aus dem das Wasser durch ein Siel, die sogenannte „Schöpfwerksschleuse“, in die Außenmedem und damit in die Unterelbe fließt. Die heutige Sielanlage „Schöpfwerksschleuse“ ist ein Neubau als Ersatz von 1995/96. Für Fahrzeuge ist dieser Durchlass durch den Deich nicht ausgelegt. Solange die Schöpfwerke pumpen, verschließt ein Schütz den Ausgang des mittleren Kanals der Schöpfwerksanlage, damit kein Wasser zurück in die Medem fließt. Bei niedrigem Wasserstand außendeichs ist auch hier eine passive Entwässerung möglich, indem das Schütz geöffnet wird.

### Querverbindung
Knapp hinter dem Deich verbindet seit 1956 ein schmaler Kanal, der sogenannte Durchstich, den Hadelner Kanal mit der Medem, damit das Schöpfwerk auch den Kanal entwässern kann. Dessen Zulauf ist allerdings durch eine Längswand geteilt; das alte Schöpfwerk entwässert vorrangig den Kanal, das neue Schöpfwerk vorrangig die Medem.

### Deichsicherheit
Die Kanalschleuse war ein Schwachpunkt in der Deichlinie, da die Höhe nicht dem aktuellen Deichprofil angepasst werden konnte. Daher wurde die alte Schleuse ersetzt. Die Planung war bereits nahezu abgeschlossen und der Baubeginn für Ende 2013 geplant. Eine Neuberechnung der Kosten im Jahre 2013 ergab einen Wert von 50 Mio. Euro, gegenüber bis dahin geschätzten 28 Mio. Euro. Daher wurde die Planung zunächst zurückgestellt und andere kostengünstigere Varianten sollten geprüft werden. Im Bereich der Hadelner Kanalschleuse hat der Hauptdeich ein Unterbestick von bis zu einem Meter. Der zwischen 2019 und 2022 erfolgte Neubau der Hadelner Kanalschleuse war daher eine dringliche Küstenschutzmaßnahme zur Herstellung des angestrebten Küstenschutzniveaus.

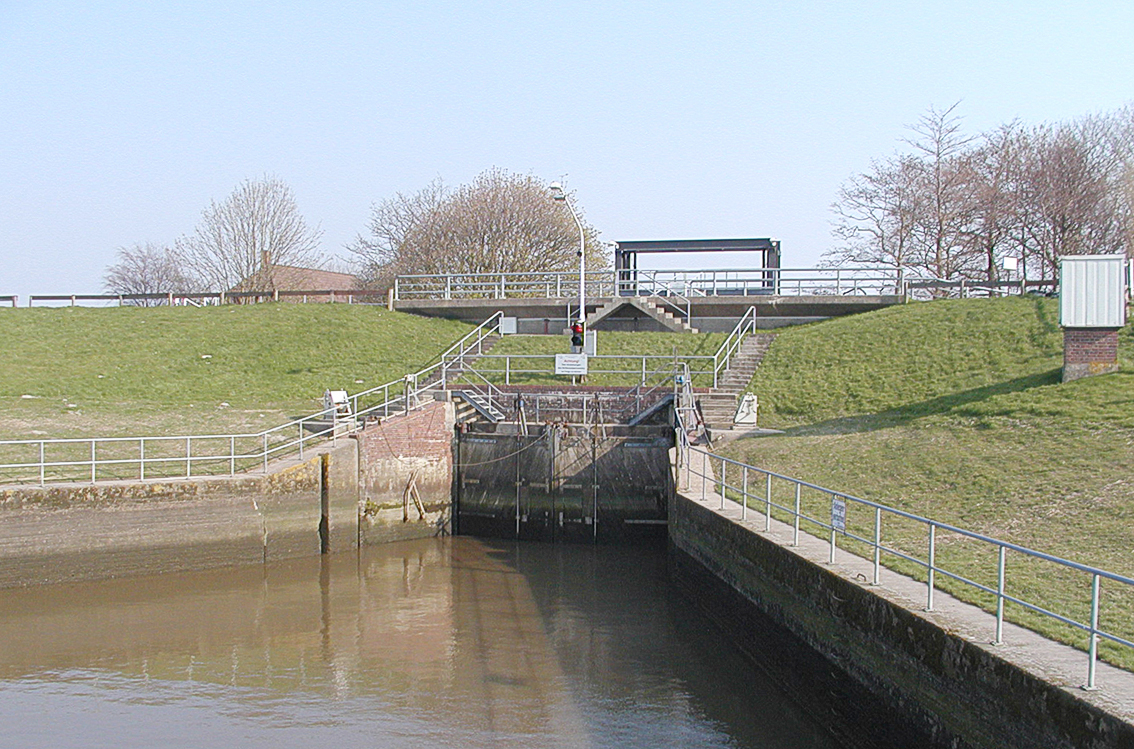
Alte Otterndorfer Schleuse des Hadelner Kanals, Tor zur Elbe
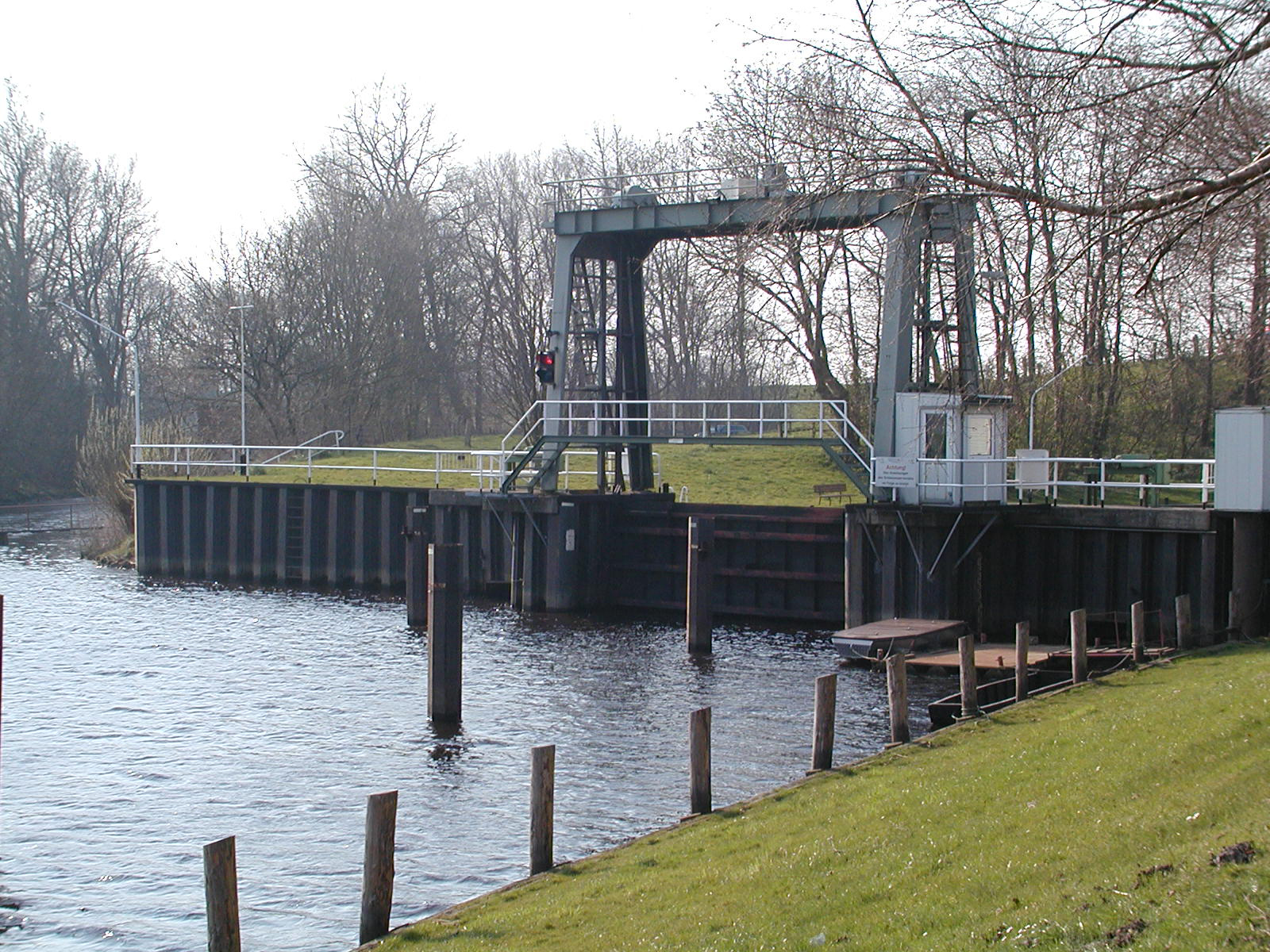
Alte Otterndorfer Schleuse des Hadelner Kanals, Tor zum Kanal
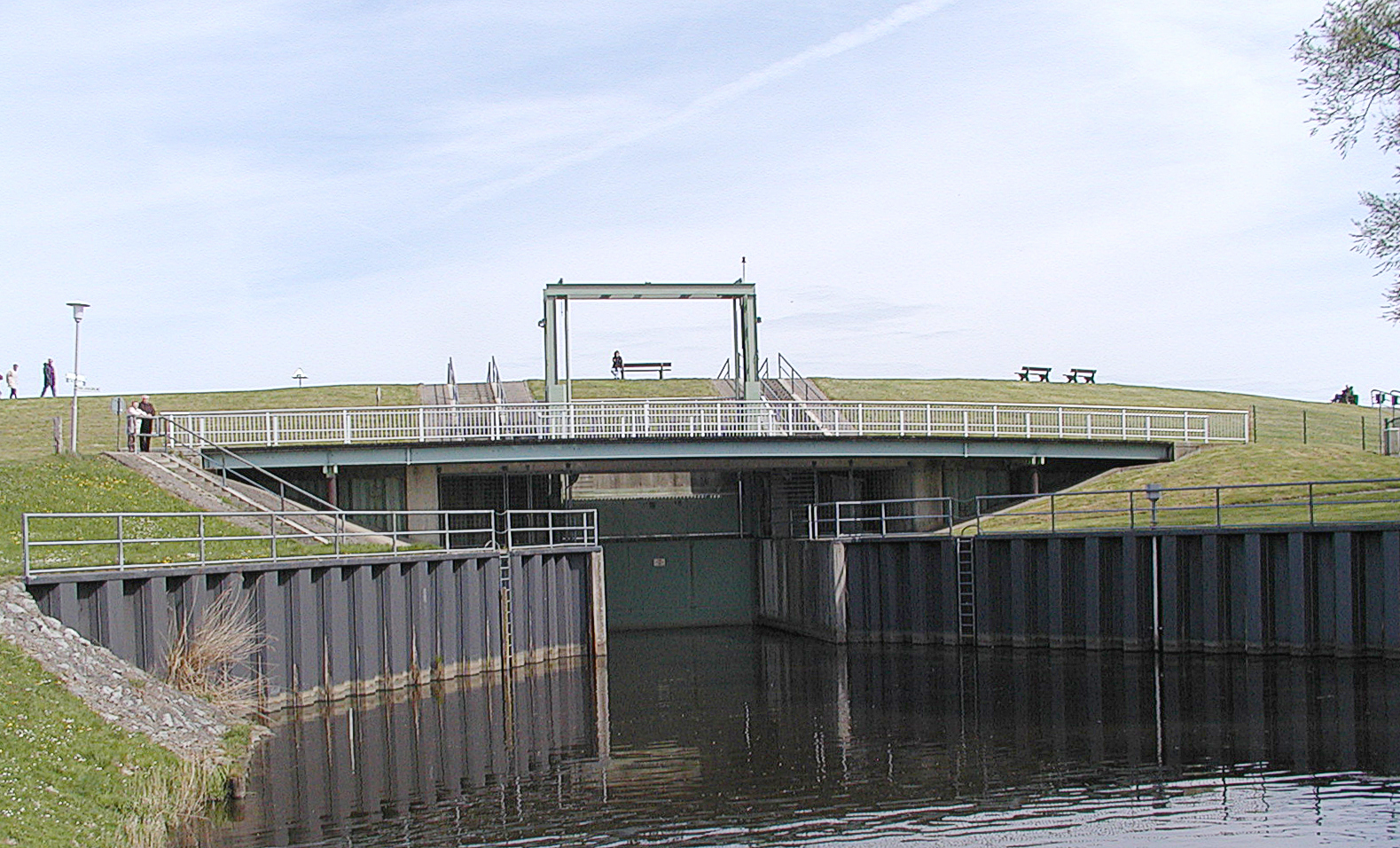
Binnenseite der Medemschleuse

## Führungen
Über die Touristeninformation Otterndorf ist es möglich, Führungen durch Mitarbeiter zu organisieren.